# Usina de São Simão
Usina de São Simão är ett vattenkraftverk i Brasilien.   Det ligger i kommunen Santa Vitória och delstaten Minas Gerais, i den södra delen av landet, 400 km sydväst om huvudstaden Brasília. Usina de São Simão ligger 404 meter över havet. Det ligger vid sjön Represa de São Simão.
Terrängen runt Usina de São Simão är platt. Trakten runt Usina de São Simão är nära nog obefolkad, med mindre än två invånare per kvadratkilometer..
Omgivningarna runt Usina de São Simão är en mosaik av jordbruksmark och naturlig växtlighet.